# 刘永钺
刘永钺，镶红旗人，清朝政治人物。

## 生平
刘永钺贡生出身。乾隆十九年，接替奇灵阿任龙岩州知州一职，乾隆二十年由四格接任。